# Wadlew
Wadlew (prononciation [ˈvadlɛf]) est un village de la gmina de Drużbice, du powiat de Bełchatów, dans la voïvodie de Łódź, situé dans le centre de la Pologne.
Il se situe à environ 6 kilomètres au nord de Drużbice (siège de la gmina), 17 kilomètres au nord de Bełchatów (siège du powiat) et 30 kilomètres au sud de Łódź (capitale de la voïvodie).
Sa population s'élève approximativement à 470 habitants.

## Administration
De 1975 à 1998, le village est attaché administrativement à l'ancienne voïvodie de Piotrków.

Depuis 1999, il fait partie de la nouvelle voïvodie de Łódź.